# Шизомиды
Шизомиды, схизопельти́дии, или тартари́ды (лат. Schizomida) — отряд паукообразных. Миниатюрные обитатели пещер и лесной подстилки, распространённые в тропической зоне Старого и Нового Света (до Калифорнии на севере). Насчитывают около 200 современных и 6 ископаемых видов. Древнейшие находки отряда происходят из мелового бирманского янтаря. Шизомид рассматривают в качестве сестринской группы по отношению к телифонам (Uropygi).

## Строение

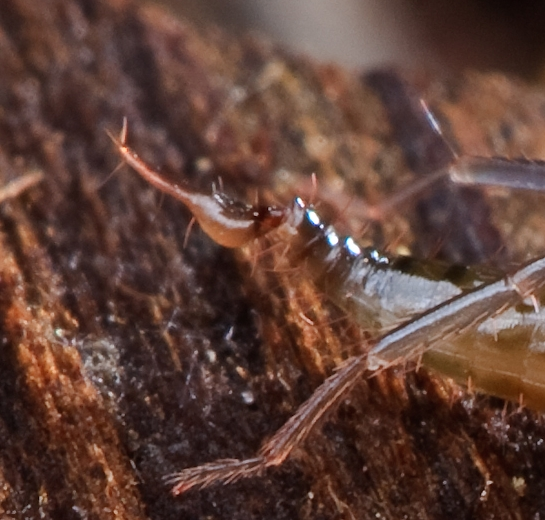
Хвостовой жгут самца Hubbardia pentapeltis.

Размеры представителей варьируют от 7 до 18 миллиметров (Draculoides nosferatu менее 4 мм). Тело подразделено на три отдела: несущую конечности просому (головогрудь) и мезосому c метасомой, которые сливаются в брюшко. Спинной щит покрывает не всю головогрудь: последние два сегмента обладают собственными тергитами. Шизомиды лишены глаз, а передняя пара ходных ног у них сильно удлинена и выполняет функции органов чувств. Поскольку эти конечности не выполняют локомоторных функций, шизомиды ходят на шести ногах, подобно насекомым. Для захвата добычи служат хорошо развитые педипальпы. На заднем конце тела расположен сравнительно короткий хвостовой жгут, который у самцов расширен в основании и используется при спаривании: во время передачи сперматофора самка цепляется за хвостовой жгут педипальпами.
Дыхание осуществляется одной парой лёгких. Выделительная система представлена парой коксальных желёз, открывающихся в основании первой пары ног, мальпигиевыми сосудами и нефроцитами.